# علی‌البدل (مجموعه تلویزیونی)
علی‌البدل نام مجموعه تلویزیونی به کارگردانی سیروس مقدم، تهیه کنندگی الهام غفوری و با طراحی و بازی محسن تنابنده است. این سریال نوروز ۱۳۹۶، در ۱۴ قسمت از شبکه یک سیما پخش شد.

## بازیگران
| بازیگر            | نقش               | توضیحات                               |
| ----------------- | ----------------- | ------------------------------------- |
| مهدی فخیم‌زاده     | نریمان خان آبیاری | (بزرگ طایفه آبیاری)                   |
| مهدی هاشمی        | نوذر خان آبناری   | (بزرگ طایفه آبناری)                   |
| محسن تنابنده      | آقاسی             | (مشاور نریمان خان و نوذر خان)         |
| احمد مهران‌فر      | علی البدل         | (عضو علی‌البدل و رئیس دوم شورای روستا) |
| حسین محب اهری     | قدم               | (رئیس شورای روستا)                    |
| محمود جعفری       | پرویز خان         | (عضو شورای روستا)                     |
| عزت‌الله رمضانی‌فر  | ذبیح              | (صاحب هتل و عضو شورای روستا)          |
| هادی کاظمی        | خرم (شروین)       | (برادرزاده نریمان)                    |
| هومن حاجی‌عبداللهی | فیضی              | (مامور انتظامات روستا)                |
| بهرام افشاری      | هرمز              | (مامور انتظامات روستا)                |
| فروغ قجابگلی      | فروغ              | (همسر نریمان)                         |
| سیما خضرآبادی     | آناهیتا اقبالی    |                                       |
| آرزو نبوت         | پریوش             | (همسر دوم نوذر خان)                   |
| علیرضا استادی     | محبی              | (بخشدار)                              |
| هدیه آزاده        | سوسن              | (دختر نوذر)                           |
| مهسا باقری        | سرو               | (دختر نوذر)                           |
| فرشته گلچین       | سنبل              | (دختر نوذر)                           |
| میثم چگینی        | تهمتن             |                                       |
| مهدی فقیه         | پدر رئیس جمهور    |                                       |
| مسعود چوبین       | دایی قادر         |                                       |

## خلاصه داستان
داستان مجموعه علی‌البدل در روستایی تاریخی به نام چشمه قل‌قل اتفاق می‌افتد که دو طایفه به نام آبیاری‌ها و آبناری‌ها در آن زندگی می‌کنند، که از دیرباز در عین حال که کنار هم هستند، اختلافاتی با هم دارند که باعث شده آبادی رونق چندانی نداشته باشد و اهالی بیشتر درگیر اختلافات خود باشند. تا این که اهالی دو طایفه برای حل مشکلات روستا و اداره آن، شورایی را تشکیل می‌دهند که عضوی به نام علی‌البدل دارد. او در عین این که عضو شوراست، اما حق رأی ندارد. اما این بار خبری مبنی بر برنامه رئیس‌جمهور برای سفر به روستا، آرامش روستا را به هم می‌ریزد.

## محل فیلم‌برداری
این سریال در روستاهای ورکانه، سیمین و شورین از توابع استان همدان هچنین بخش‌های از این سریال در روستای اشتران واقع در شهرستان تویسرکان فیلم‌برداری شده است.